# Рыбный рынок (Нуакшот)
Рыбный рынок — торговая территория и достопримечательность столицы Мавритании города Нуакшот.

## Описание
Рыбный рынок расположен на побережье Атлантического океана, в западной части Нуакшота. На рынке продаются морепродукты и рыба, лов которой производится на океанском побережье прямо возле рынка. Основная масса работников рынка представители народов волоф и фульбе.